# Sandra Farmand
Sandra Farmand (ur. 13 września 1969 w Sankt Tönis) – niemiecka snowboardzistka, brązowa medalistka mistrzostw świata.

## Kariera
Pierwszy raz na arenie międzynarodowej pojawiła się 4 stycznia 1997 roku w Spitzingsee, gdzie w zawodach FIS Race zajęła trzecie miejsce w gigancie. W zawodach Pucharu Świata zadebiutowała 1 lutego 1997 roku w Mont-Sainte-Anne, zajmując piąte miejsce w gigancie. Tym samym już w swoim debiucie wywalczyła pierwsze pucharowe punkty. Pierwszy raz na podium zawodów tego cyklu stanęła 5 lutego 1999 roku w Park City, wygrywając rywalizację w slalomie równoległym (PSL). W zawodach tych wyprzedziła Austriaczkę Manuelę Riegler i Francuzkę Karine Ruby. Łącznie 14 razy stawała na podium zawodów PŚ, odnosząc przy tym pięć zwycięstw: 4 w snowcrossie i 1 w slalomie równoległym. Najlepsze wyniki osiągnęła w sezonie 1999/2000, kiedy to zajęła piąte miejsce w klasyfikacji generalnej, a w klasyfikacji snowcrossu zdobyła Małą Kryształową Kulę.
Jej największym sukcesem jest brązowy medal w slalomie równoległym na mistrzostwach świata w Berchtesgaden w 1999 roku. Uległa tam jedynie Włoszce Marion Posch i Isabelle Blanc z Francji. Był to jej jedyny medal na międzynarodowej imprezie tej rangi. Była też między innymi czwarta w PSL podczas mistrzostw świata w Madonna di Campiglio w 2001 roku, przegrywając walkę o podium z Włoszką Carmen Ranigler. Brała też udział w igrzyskach olimpijskich w Nagano w 1998 roku, gdzie zajęa dziewiąte miejsce w gigancie i 26. miejsce w halfpipe’ie.
W 2003 r. zakończyła karierę.

## Osiągnięcia

### Igrzyska olimpijskie
| Miejsce | Dzień     | Rok  | Miejscowość | Konkurencja | Zwyciężczyni |
| ------- | --------- | ---- | ----------- | ----------- | ------------ |
| 9.      | 9 lutego  | 1998 | Nagano      | Gigant      | Karine Ruby  |
| 26.     | 12 lutego | 1998 | Nagano      | Halfpipe    | Nicola Thost |

### Mistrzostwa świata
| Miejsce | Dzień       | Rok  | Miejscowość          | Konkurencja       | Zwyciężczyni      |
| ------- | ----------- | ---- | -------------------- | ----------------- | ----------------- |
| 12.     | 21 stycznia | 1997 | San Candido          | Gigant            | Sondra van Ert    |
| 14.     | 12 stycznia | 1999 | Berchtesgaden        | Gigant            | Margherita Parini |
| 7.      | 14 stycznia | 1999 | Berchtesgaden        | Gigant równoległy | Isabelle Blanc    |
| 3.      | 15 stycznia | 1999 | Berchtesgaden        | Slalom równoległy | Marion Posch      |
| 11.     | 16 stycznia | 1999 | Berchtesgaden        | Halfpipe          | Kim Stacey        |
| 23.     | 23 stycznia | 2001 | Madonna di Campiglio | Gigant            | Karine Ruby       |
| 14.     | 24 stycznia | 2001 | Madonna di Campiglio | Gigant równoległy | Ursula Bruhin     |
| 4.      | 26 stycznia | 2001 | Madonna di Campiglio | Slalom równoległy | Karine Ruby       |
| DNF     | 28 stycznia | 2001 | Madonna di Campiglio | Snowboardcross    | Karine Ruby       |
| 37.     | 13 stycznia | 2003 | Kreischberg          | Gigant równoległy | Ursula Bruhin     |
| 25.     | 15 stycznia | 2003 | Kreischberg          | Slalom równoległy | Isabelle Blanc    |

### Puchar Świata

#### Miejsca w klasyfikacji generalnej
- sezon 1996/1997: 70.
- sezon 1997/1998: 40.
- sezon 1998/1999: 14.
- sezon 1999/2000: 5.
- sezon 2000/2001: 5.
- sezon 2001/2002: -
- sezon 2002/2003: -

#### Miejsca na podium
1. Park City – 5 lutego 1999 (slalom równoległy) - 1. miejsce
2. Zell am See – 4 grudnia 1999 (gigant równoległy) - 2. miejsce
3. Whistler – 11 grudnia 1999 (snowcross) - 2. miejsce
4. Kronplatz – 9 stycznia 2000 (snowcross) - 2. miejsce
5. Gstaad – 19 stycznia 2000 (gigant) - 3. miejsce
6. Ischgl – 4 lutego 2000 (slalom równoległy) - 2. miejsce
7. Madonna di Campiglio – 9 lutego 2000 (snowcross) - 1. miejsce
8. Park City – 3 marca 2000 (snowcross) - 1. miejsce
9. Livigno – 17 marca 2000 (snowcross) - 2. miejsce
10. Tignes – 17 listopada 2000 (snowcross) - 2. miejsce
11. Whistler – 8 grudnia 2000 (snowcross) - 1. miejsce
12. Kreischberg – 5 stycznia 2001 (snowcross) - 1. miejsce
13. Morzine – 13 stycznia 2001 (snowcross) - 3. miejsce
14. Ischgl – 30 listopada 2001 (slalom równoległy) - 2. miejsce

- W sumie 5 zwycięstw, 7 drugich i 2 trzecie miejsca.